# Сульфат калію
Сульфа́т ка́лію — неорганічна сполука, калієва сіль сульфатної кислоти складу K2SO4. Речовина є білими орторомбічними кристалами.
Використовується як калійні добрива. Також застосовується у виробництві галунів, скла.

## Історія
Сульфат калію відомий з 14 століття, вперше його вивчав німецький алхімік Йоганн Рудольф Ґляубер (1604—1670), Роберт Бойль і Тахеніус.

## Знаходження у природі

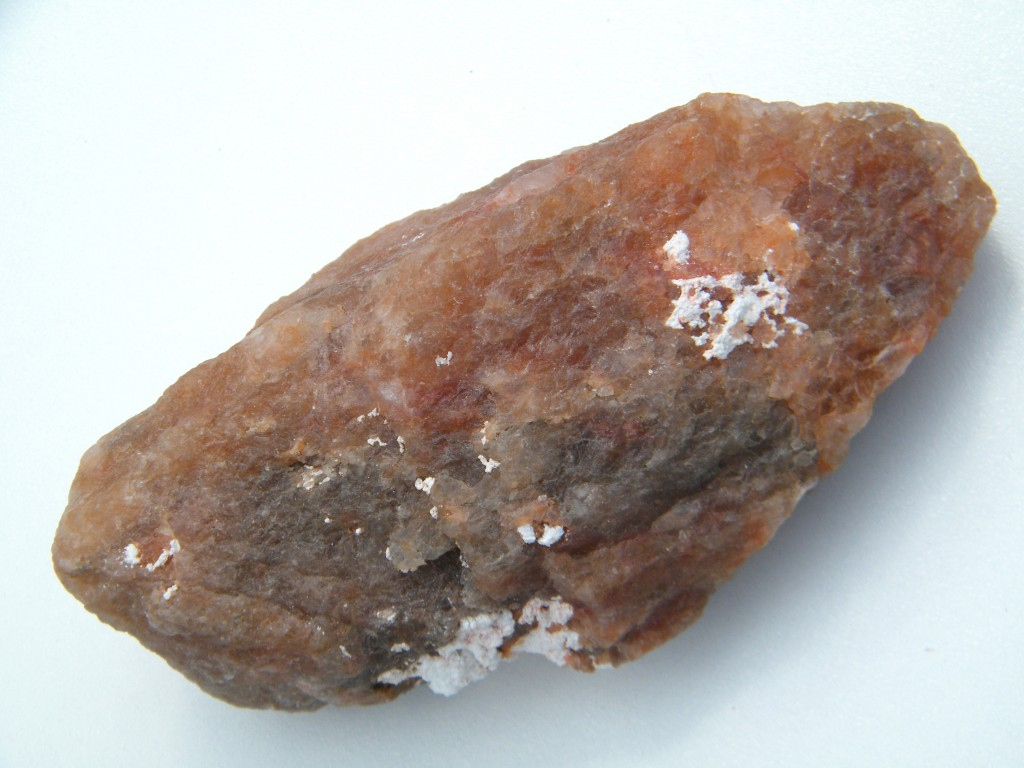
Лангбейніт

У вільному стані сульфат калію зустрічається дуже рідко як мінерал арканіт; частіше сульфат калію входить до складу мінералів, які є подвійними солями:
- каїніт, MgSO4·KCl·H2O
- шеніт, K2SO4·MgSO4·6H2O
- леоніт, K2SO4·MgSO4·4H2O
- лангбейніт, K2SO4·2MgSO4
- глазерит, K3Na(SO4)2
- полігаліт, K2SO4·MgSO4·2CaSO4·2H2O
- сингеніт, K2SO4·CaSO4·H2O

У природі зустрічається у родовищах калійних солей. Присутній у водах солоних озер.

## Фізичні властивості
Сульфат калію добре розчиняється у воді, нерозчинний в етанолі.
| 0 °C | 10 °C | 20 °C | 25 °C | 30 °C | 40 °C | 50 °C | 60 °C | 70 °C | 80 °C | 90 °C | 100 °C |
| ---- | ----- | ----- | ----- | ----- | ----- | ----- | ----- | ----- | ----- | ----- | ------ |
| 7,11 | 8,46  | 9,95  | 10,7  | 11,4  | 12,9  | 14,2  | 15,5  | 16,7  | 17,7  | 18,6  | 19,36  |

## Отримання
Виробництво сульфату калію можливе кількома способами в залежності від доступності та вартості обраної сировини.
Одним з найпоширеніших методів є добування солі з мінералу лангбейніту K2SO4·2 MgSO4. Після подрібнення з мінеральної сировини вимивають водою супутнього їй хлориду натрію, а згодом магнітною сепарацією відокремлюють іншу домішку — магнетит. Згодом очищену сіль обробляють водним розчином хлориду калію:
{\displaystyle \mathrm {K_{2}SO_{4}\cdot 2MgSO_{4}+4KCl\longrightarrow 3K_{2}SO_{4}+2MgCl_{2}} }
Після відфільтровування нерозчинних домішок, сульфат калію виокремлюють з розчину кристалізацією завдяки його меншій, ніж у хлориду магнію, розчинності.
Аналогічними є методи синтезу шляхом взаємодії хлориду калію з сульфатною кислотою та іншими сульфатами: Na2SO4, CaSO4·2H2O, FeSO4.
Також сульфат калію може бути отриманий реакцією обміну між гідроксидом калію та сірчаною кислотою (метод Мангейма):
{\displaystyle \mathrm {2KCl+H_{2}SO_{4}\longrightarrow K_{2}SO_{4}+2HCl} }
За методом Гаргрівза K2SO4 можна синтезувати нагріванням суміші з хлориду калію, діоксиду сірки, повітря і води:
{\displaystyle \mathrm {4KCl+2SO_{2}+O_{2}+2H_{2}O\longrightarrow 2K_{2}SO_{4}+4HCl} }

## Хімічні властивості
Як сіль двоосновної кислоти утворює кислі солі:
{\displaystyle \mathrm {K_{2}SO_{4}+H_{2}SO_{4}\rightleftarrows 2KHSO_{4}} }
Як всі сульфати взаємодіє з розчинними сполуками барію:
{\displaystyle \mathrm {K_{2}SO_{4}+BaCl_{2}\longrightarrow 2KCl+BaSO_{4}\downarrow } }
Відновлюється до сульфіду:
{\displaystyle \mathrm {K_{2}SO_{4}+4H_{2}{\xrightarrow {600^{o}C,Fe_{2}O_{3}}}K_{2}S+4H_{2}O} }
{\displaystyle \mathrm {K_{2}SO_{4}+4C{\xrightarrow {900^{o}C}}K_{2}S+4CO} }
З оксидом сірки утворює піросульфат:
{\displaystyle \mathrm {K_{2}SO_{4}+SO_{3}{\xrightarrow {}}K_{2}S_{2}O_{7}} }

## Застосування
Застосовується як калійне добриво, для одержання галуну, у виробництві скла, для отримання кислого сульфату калію (гідросульфату), що використовується як вибілювач у ювелірній справі. Крім того, застосовують як компонент флюсу у металургії, сульфуючий агент у виробництві барвників, в аналітичній хімії — для переведення важкорозчинних сполук у легкорозчинні.
В Європейському Союзі допущений як харчовий додаток — регулятор кислотності Е515.